# Lanceoppia haarlovi
Lanceoppia haarlovi är en kvalsterart som först beskrevs av Hammer 1968.  Lanceoppia haarlovi ingår i släktet Lanceoppia och familjen Oppiidae. Inga underarter finns listade i Catalogue of Life.